# Иля Репин
Иля Ефимович Репин (на руски: Илья́ Ефи́мович Ре́пин) е руски художник, живописец, майстор на портрети, исторически и битови сцени. Той е една от водещите фигури в движението Передвижници.

## Биография
Репин е роден на 5 август 1844 г. в град Чугуев, Харковска губерния. От 13-годишна възраст учи живопис в Чугуев при И. Бунаков. През 1863 г. постъпва в Художествената академия в Петербург. Учи успешно и през 1869 г. е награден с малък златен медал за картината Йов и неговите приятели. През 1872 г. получава голям златен медал за картината Възкресението на дъщерята на Иаир. По това време той счита за свой учител Иван Крамской.
По време на своето пътешествие по Волга през 1870 г. рисува много етюди и ескизи, по някои от които рисува за великия княз Владимир Александрович картината Бурлаки на Волге, завършена през 1873 г. Тази картина, изобразяваща тежкия труд на бурлаците, влачещи баржа, прави силно впечатление на публиката и критиците. Създал най-много портрети на Лев Толстой – 12 бр.: Толстой на оран, Толстой бос, Толстой в раб. кабинет под сводовете, Толстой в кресло с книга в ръка. Получава стипендия за обучение в чужбина. По време на това обучение той преминава през 1873 г. през Виена и Италия до Париж. Тук се сблъсква с импресионизма и среща Едуар Мане. След като не успява обаче да се наложи и не намира добро отношение в Парижкия салон със своята картина Парижко кафене, две години преди изтичнето на стипендията, той се връща в Русия, като решава да се върне към руската тема. В Париж последно рисува картината Садко, от която остава недоволен.
В периода 1894 – 1907 г. той е професор-ръководител на майсторския клас в Художествената академия.
Съвременният наследник на Императорската художествена академия в Санкт Петербург се казва Санктпетербургска художествена академия „Иля Репин“ в чест на Иля Репин.

## Личен живот
Репин се жени за първата си съпруга Вера Алексеевна през 1872 г., като вместо сватбено пътешествие той предлага различни посещения на изложби. През есента на 1872 г се ражда дъщеря им Вера. Първият брак на Репин продължава 15 години, като за това време им се раждат 4 деца: Вера, Надежда, Юрий и Иля. Бракът  не е щастлив поради различния начин на живот на съпрузите и коренно различните им интереси.
Втората съпруга на Репин е писателката Наталия Нордман, която като писателка пише под псевдоним Северова. Тя се отличава с особения си начин на живот. Този начин на живот като отказ от носене на кожени палта, вегетарианство и отказ от използването на прислуга в домакинството вероятно за времето е довело до намаляване на авторитета на Репин. Тя умира от туберкулоза през 1914 г. в Локарно като се отказва от финансовата помощ на съпруга си.

## Галерия
- Портрет на Павел Третяков
- Иван Грозни убива сина си,1883-1885
- Запорожци пишат писмо на турския султан, 1880-1891
- Бурлаци на Волга, 1870-1873
- Неочакван гост, 1888